# Østrig-ungarske hær
Den Østrig-ungarske hær (tysk: Landstreitkräfte Österreich-Ungarns; ungarsk: Császári és Királyi Hadsereg) var det østrig-ungarske dobbeltmonarkis landstyrker fra 1867 til 1918. De bestod af tre dele: den fælles hær, Gemeinsame Armee, der kom fra alle dele af landet, det kejserlige østrigske Landwehr (rekrutteret fra Cisleithanien) og det kongelige ungarske hjemmeværn (rekrutteret fra Transleithanien).
Efter slagene mellem det østrigske kejserrige og det ungarske kongerige, og de to årtiers ustabile sameksistens der fulgte, aftjente ungarske soldater deres værnepligt enten i blandede enheder eller blev udstationeret væk fra de ungarske områder. Efter det Østrig-ungarske kompromis i 1867 blev den nye tredelte hær oprettet. Den varede frem til Østrig-Ungarn faldt sammen efter 1. verdenskrig i 1918.
Enhederne i den fælles "kejserlige og kongelige hær" (kaiserlich und königliche Armee eller k.u.k.) var generelt dårligt trænede og havde meget begrænset adgang til nyt udstyr, da de østrigske og ungarske dele af kejserriget normalt hver især foretrak at finansiere deres egne enheder frem for at udruste alle tre grene af hæren ligeligt. Alle hjemmeværns- og Landwehr-regimenterne bestod af tre bataljoner, mens de fælles k.u.k.-regimenter havde fire.
Den gamle hvide infanteriuniform blev i den anden halvdel af det 19. århundrede udskiftet med mørkeblå tunika, som igen blev udskiftet med en geddegrå uniform ved starten af første verdenskrig. I september 1915 blev feltgrå vedtaget som den nye officielle uniformsfarve.
Den sidste overlevende kendte soldat fra den østrig-ungarske hær var veteranen Franz Künstler, som døde i maj 2008 i en alder af 107.

## Fodnoter
1. ↑  Rothenberg, G. (1976). The Army of Francis Joseph. West Lafayette, IN: Purdue University Press. s. 83. ISBN 0911198415.
2. ↑  Rothenberg 1976, s. 193.